# Boryspil Internationale Lufthavn
Boryspil Internationale Lufthavn (IATA: KBP, ICAO: UKBB), er en international lufthavn i beliggende 6 km vest for Boryspil og 29 km øst for Ukraines hovedstad Kyiv. Lufthavnen er Ukraines største og betjener hovedparten af alle udenrigsflyvning i landet. Boryspil Lufthavn er én ud af tre lufthavne, der betjener området omkring Kyiv. 
Lufthavnen blev indviet i 1959. I 2010 ekspederede Boryspil Lufthavn omkring 6.700.000 passagerer og 100.000 flybevægelser. Den er hovedhub for flyselskabet Ukraine International Airlines.